# Chùa Linh Ứng

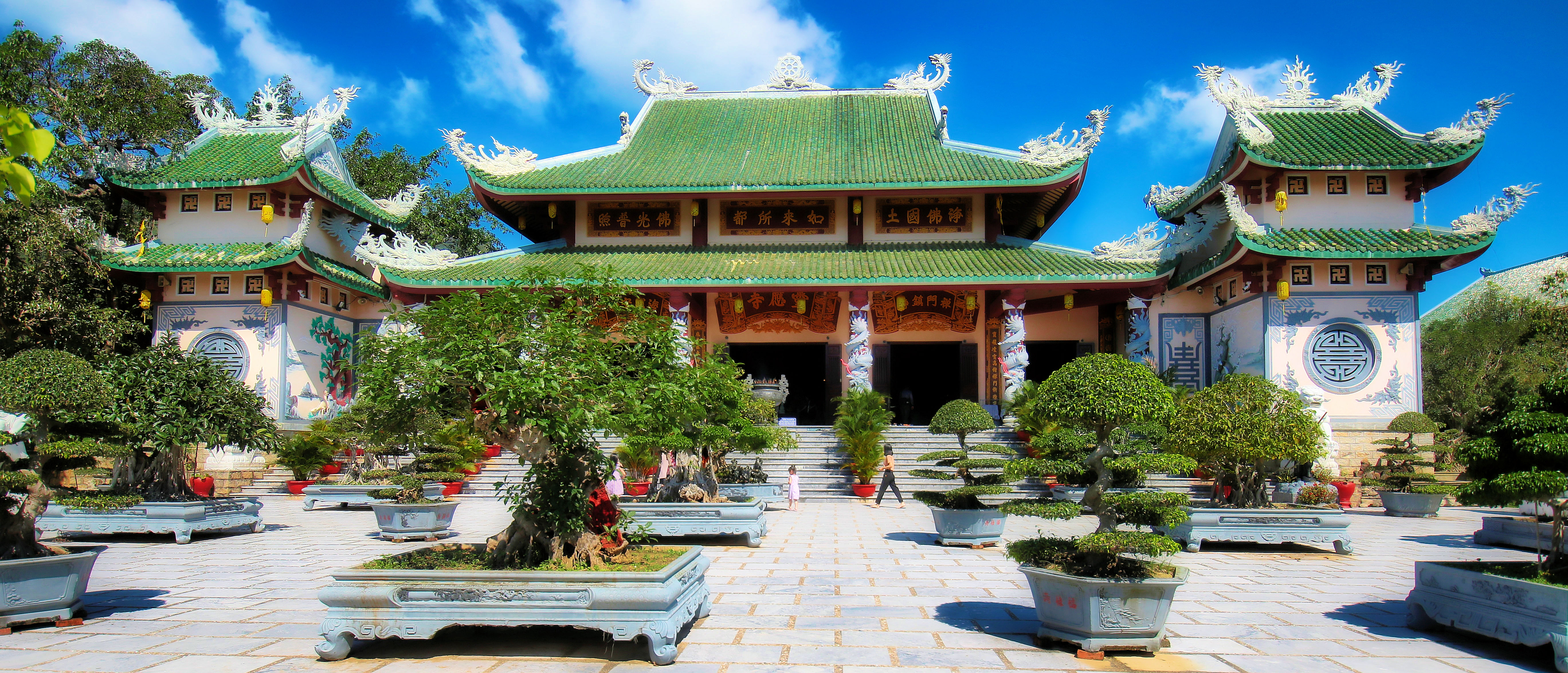
Chùa Linh Ứng

Chùa Linh Ứng (chữ Hán: 靈應寺) – Bãi Bụt, Sơn Trà, Đà Nẵng là một trong ba ngôi chùa cùng mang tên Linh Ứng ở Đà Nẵng. Do cố ý vì mục đích kinh doanh hay vì một lý do nào đó mà 2 ngôi chùa mới xây sau này đều cùng tên với ngôi chùa cổ.Không rõ là do vô tình hay do chữ duyên mà cả ba ngôi chùa đều được tọa lạc trên những vị thế đắc địa của thành phố Đà Nẵng, tạo thành một "tam giác" linh thiêng trong thành phố. Đó là chùa Linh Ứng Non Nước, nằm trên hòn Thủy sơn của một trong 5 ngọn núi Ngũ Hành Sơn. Chùa Linh Ứng Bà Nà nằm trên chót vót núi cao của địa danh nghỉ mát "Đà Lạt của miền Trung" và Linh ứng Bãi Bụt, Sơn Trà, nằm lưng chừng núi – bán đảo Sơn Trà. Chùa Linh Ứng Bãi Bụt là ngôi chùa to nhất, mới nhất và đẹp nhất trong 3 ngôi chùa.
Chùa Linh Ứng được đặt viên đá táng đầu tiên vào ngày 19/6/2004 âm lịch, sau 6 năm xây dựng ngày 30/7/2010 (nhằm ngày 19/6 năm Canh Dần) thì chính thức khánh thành. Đến nay, chùa vẫn còn tiếp tục xây dựng thêm nhiều hạng mục mới.

## Vị trí địa lý

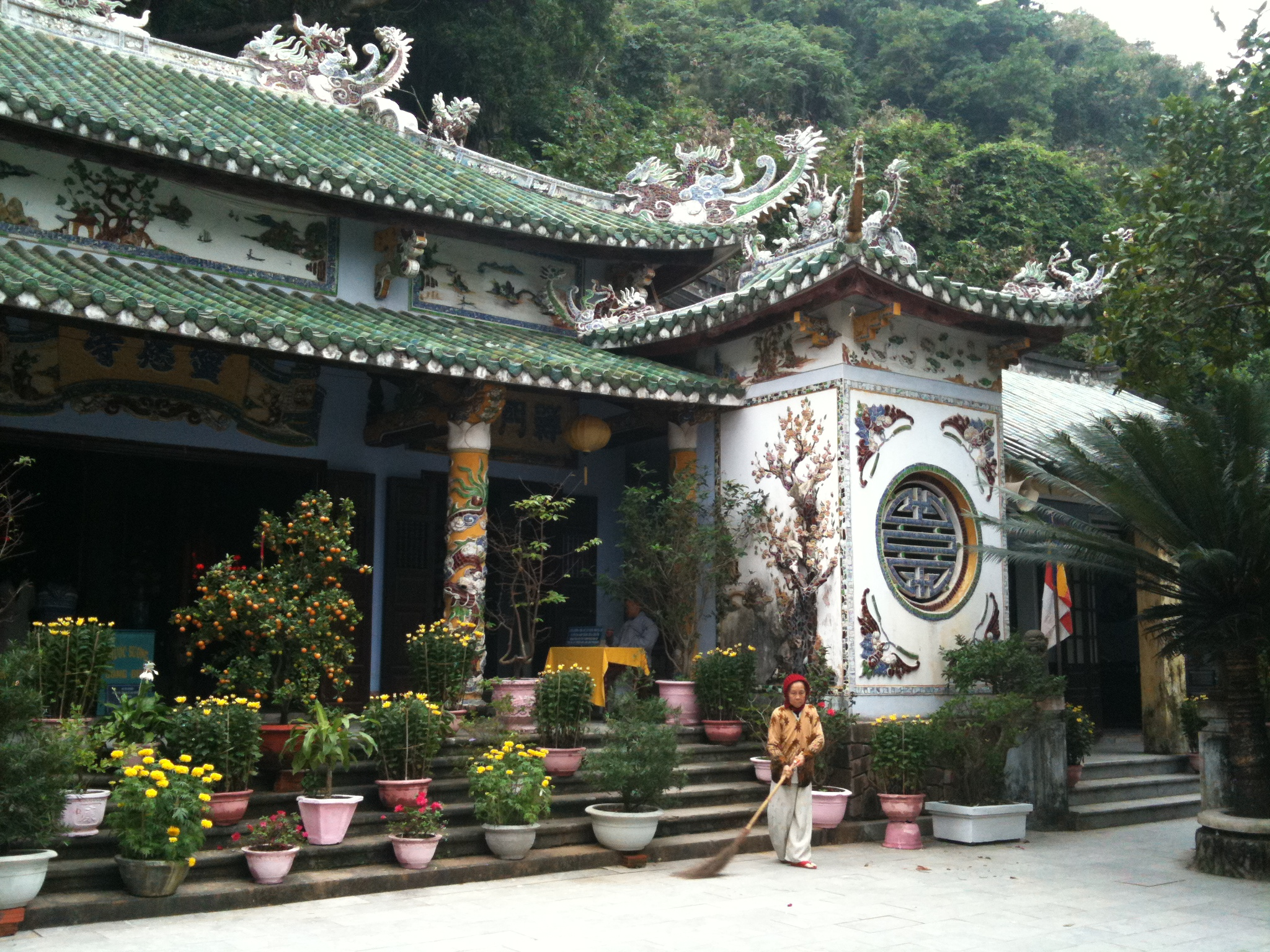
Chùa Linh Ứng

Chùa Linh Ứng - Bãi Bụt nằm trên bán đảo Sơn Trà trực thuộc quận Sơn Trà, thành phố Đà Nẵng, do Thượng tọa Thích Thiện Nguyện trụ trì.
Ngoài việc được biết đến như một ngôi chùa đẹp, lớn và trẻ nhất trong 3 ngôi "Linh Ứng Tự" ở Đà Nẵng, Chùa Linh Ứng Bãi Bụt còn được biết đến bởi là nơi có tượng Phật Quan Thế Âm cao nhất Việt Nam.

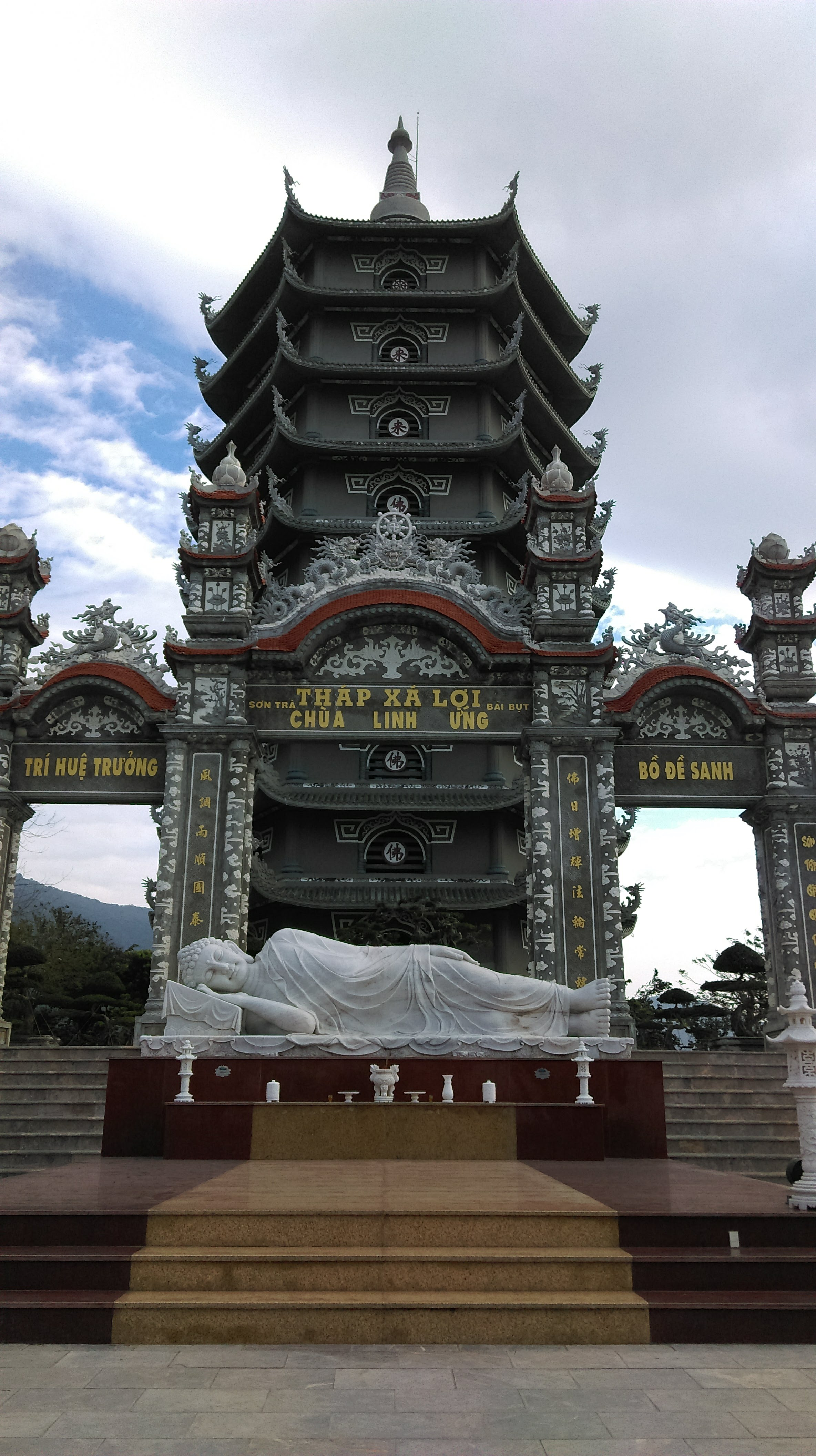
Tượng Phật nằm trước Tháp Xá Lợi

## Tượng Quán Thế Âm Bồ Tát
Điểm nhấn quan trọng của Chùa Linh Ứng Bãi Bụt là tượng Quán Thế Âm Bồ Tát được xem là cao nhất Việt Nam (67m).

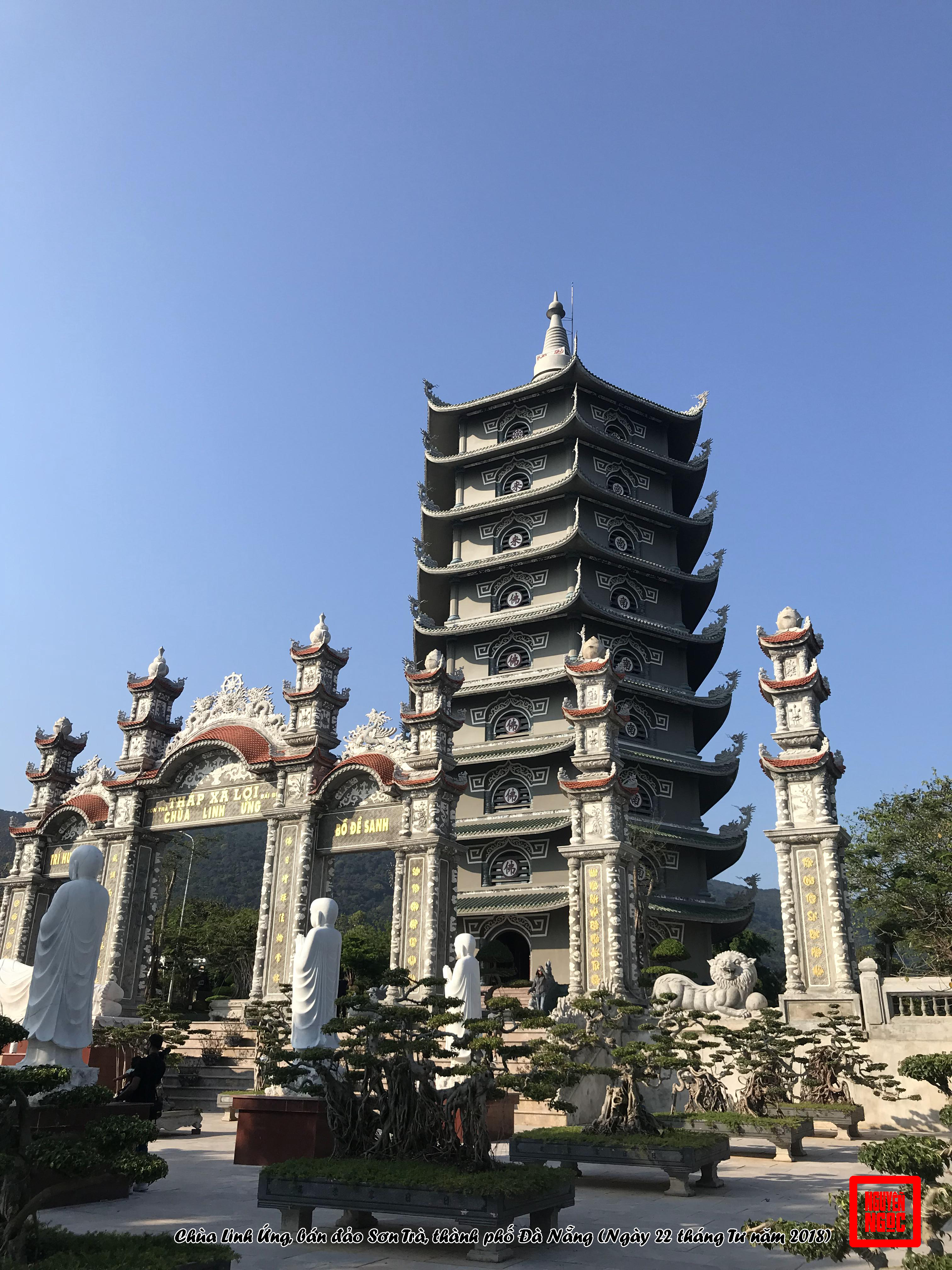
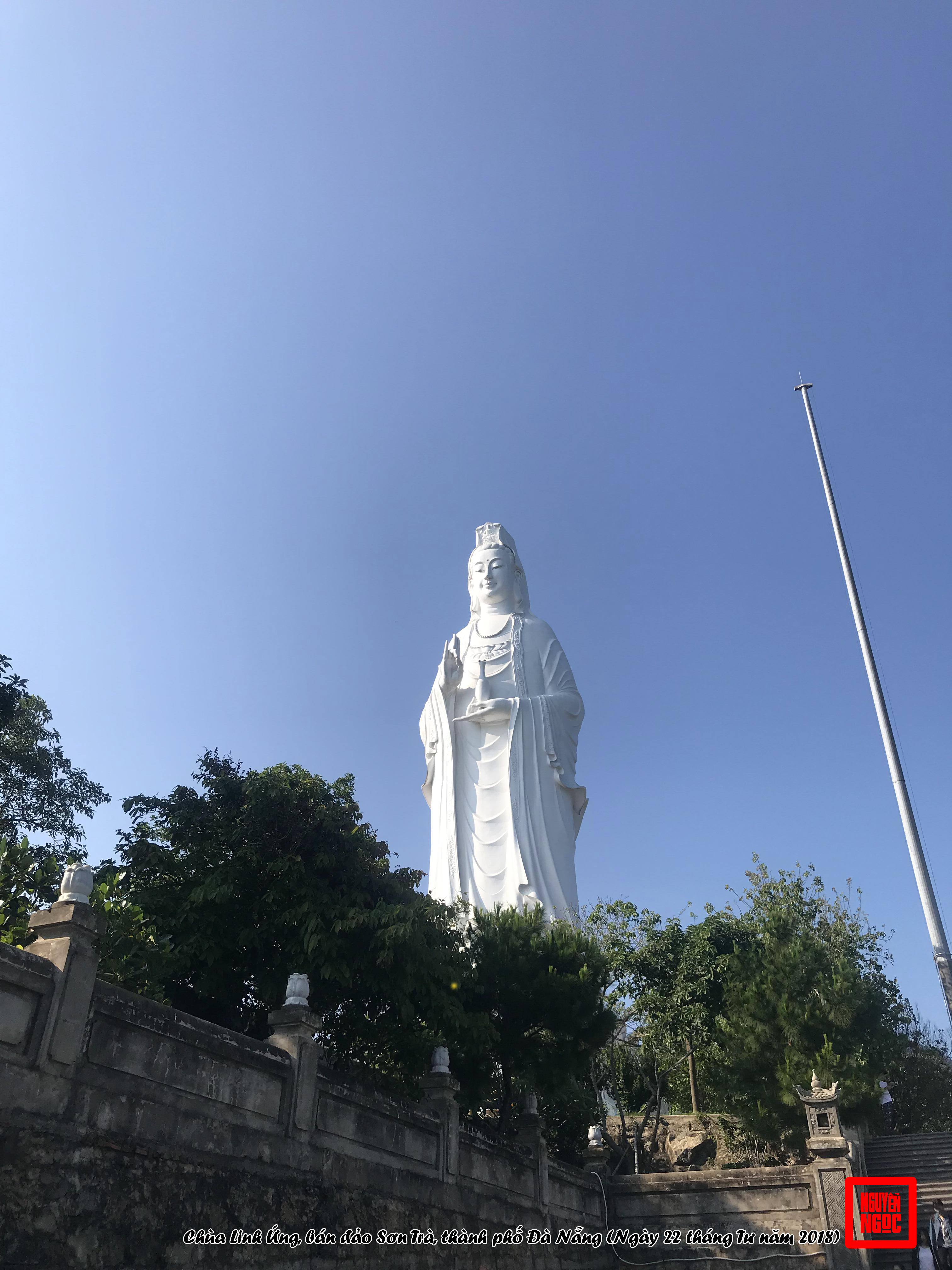
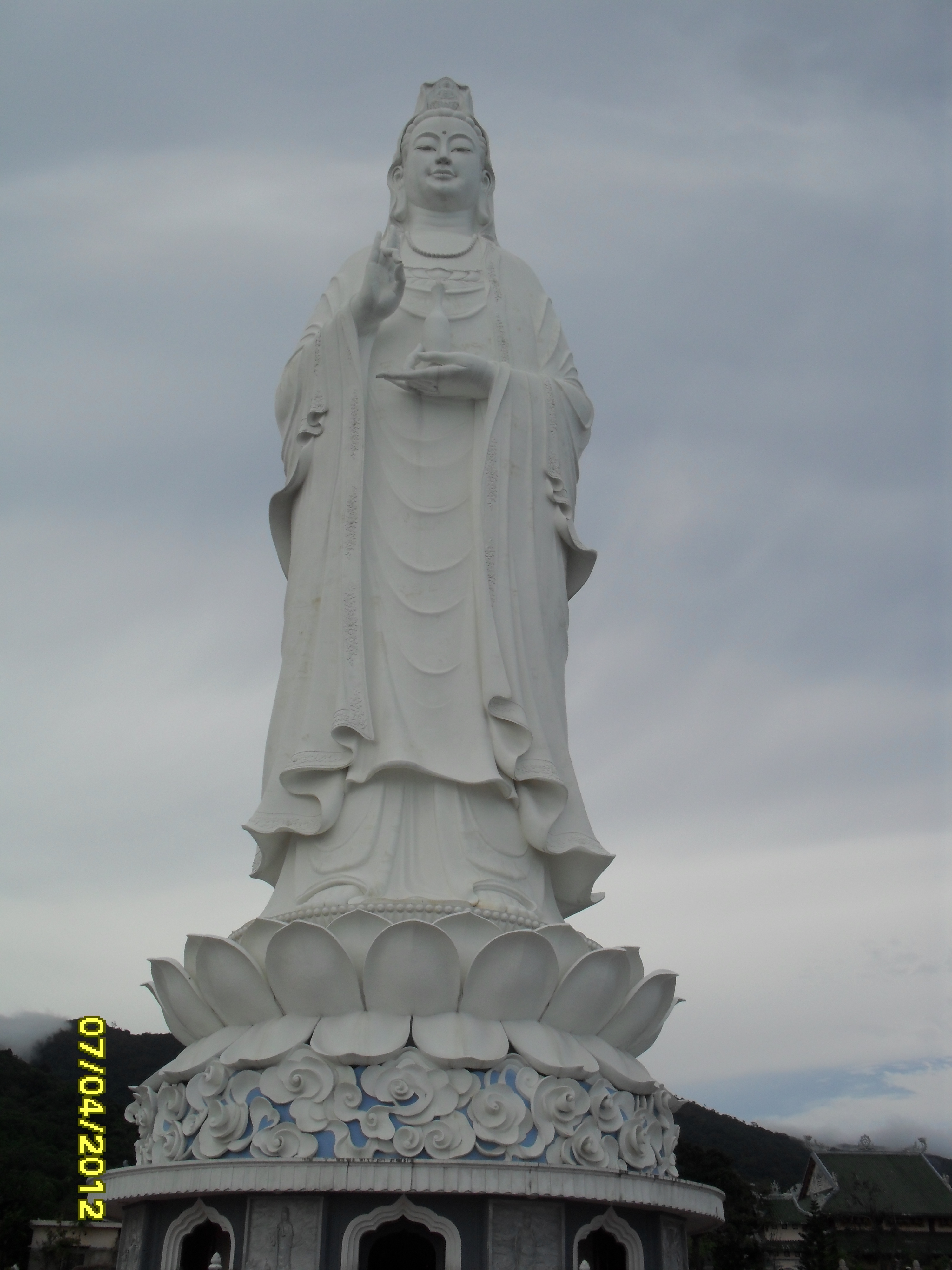
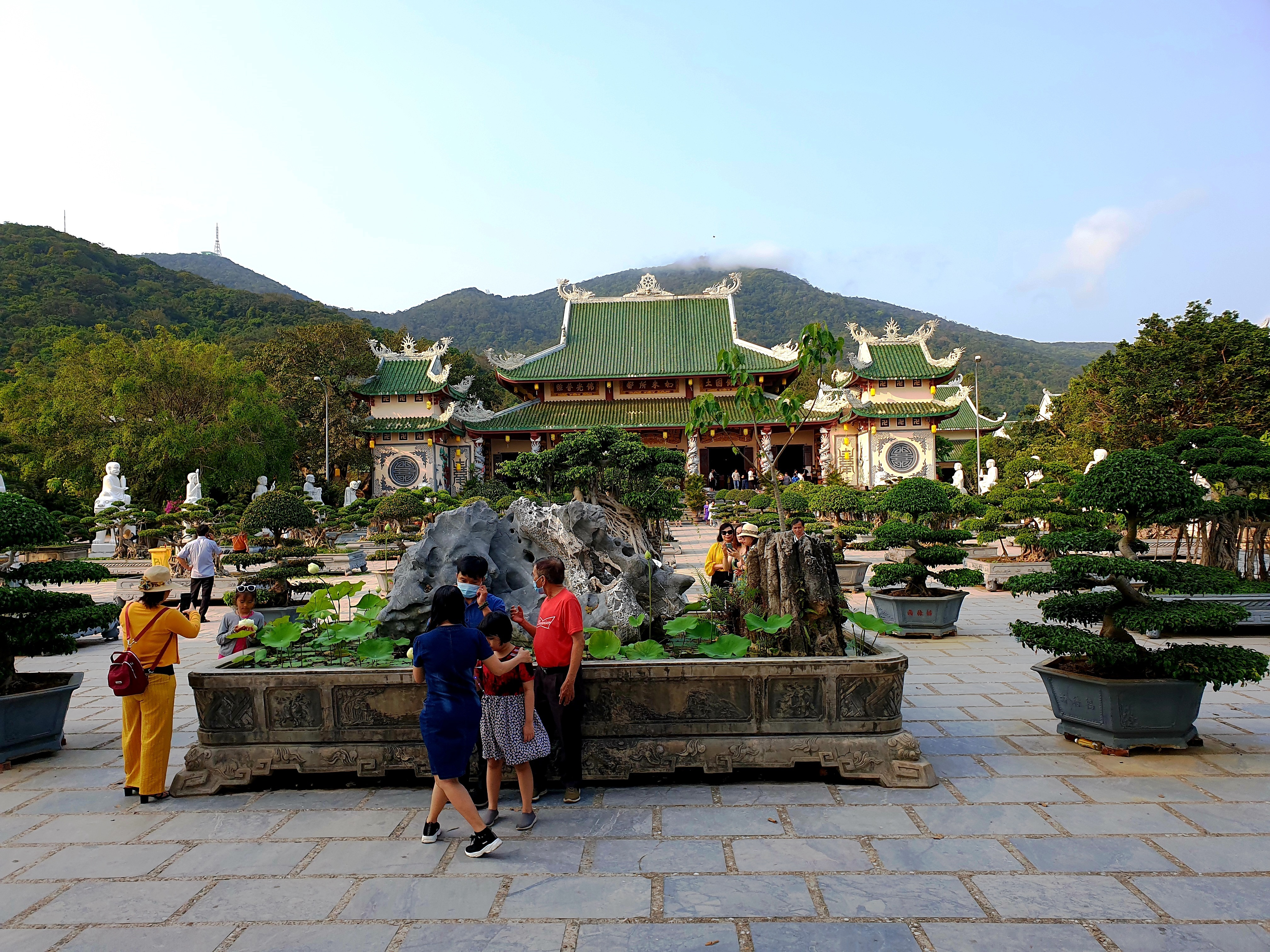
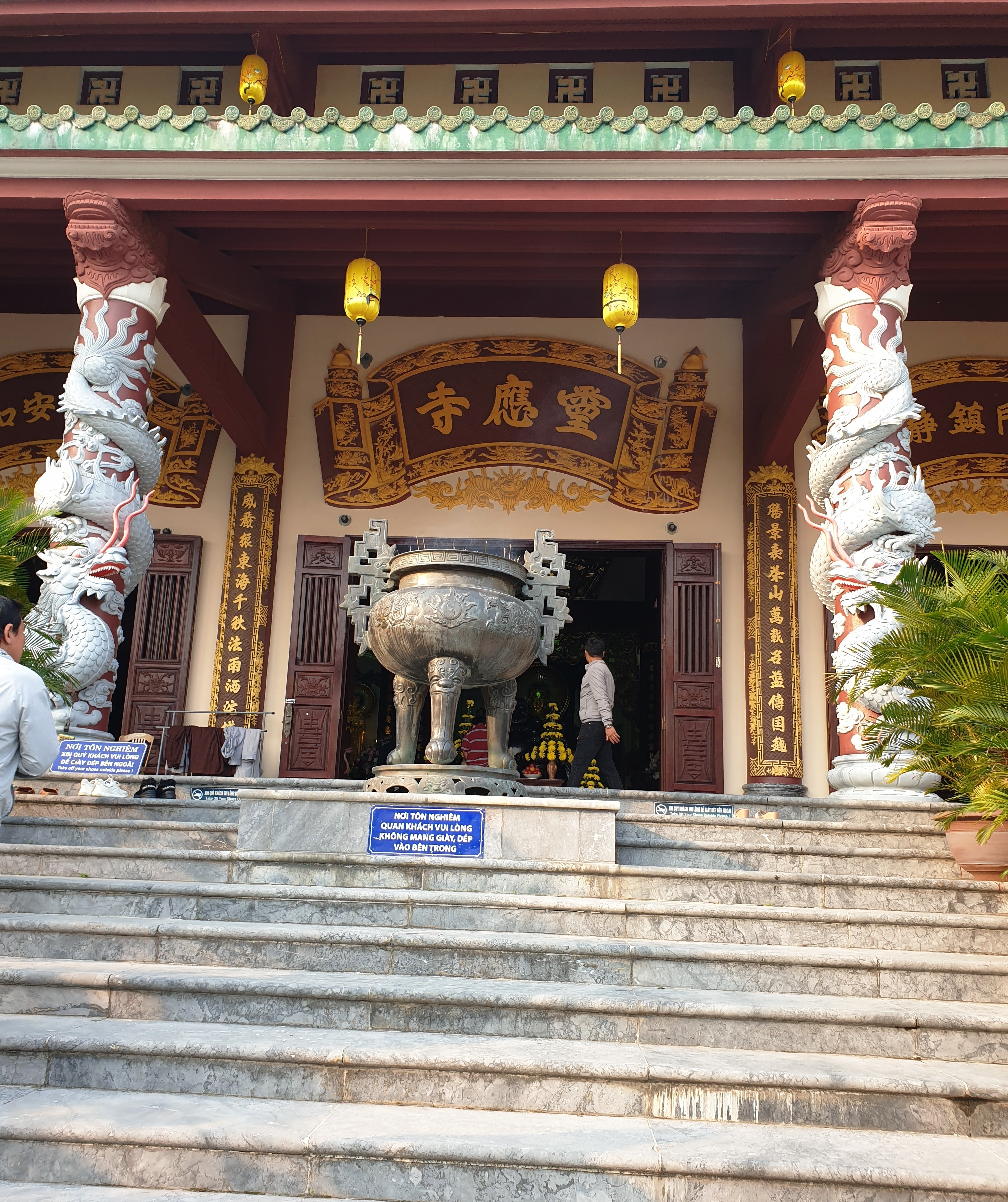
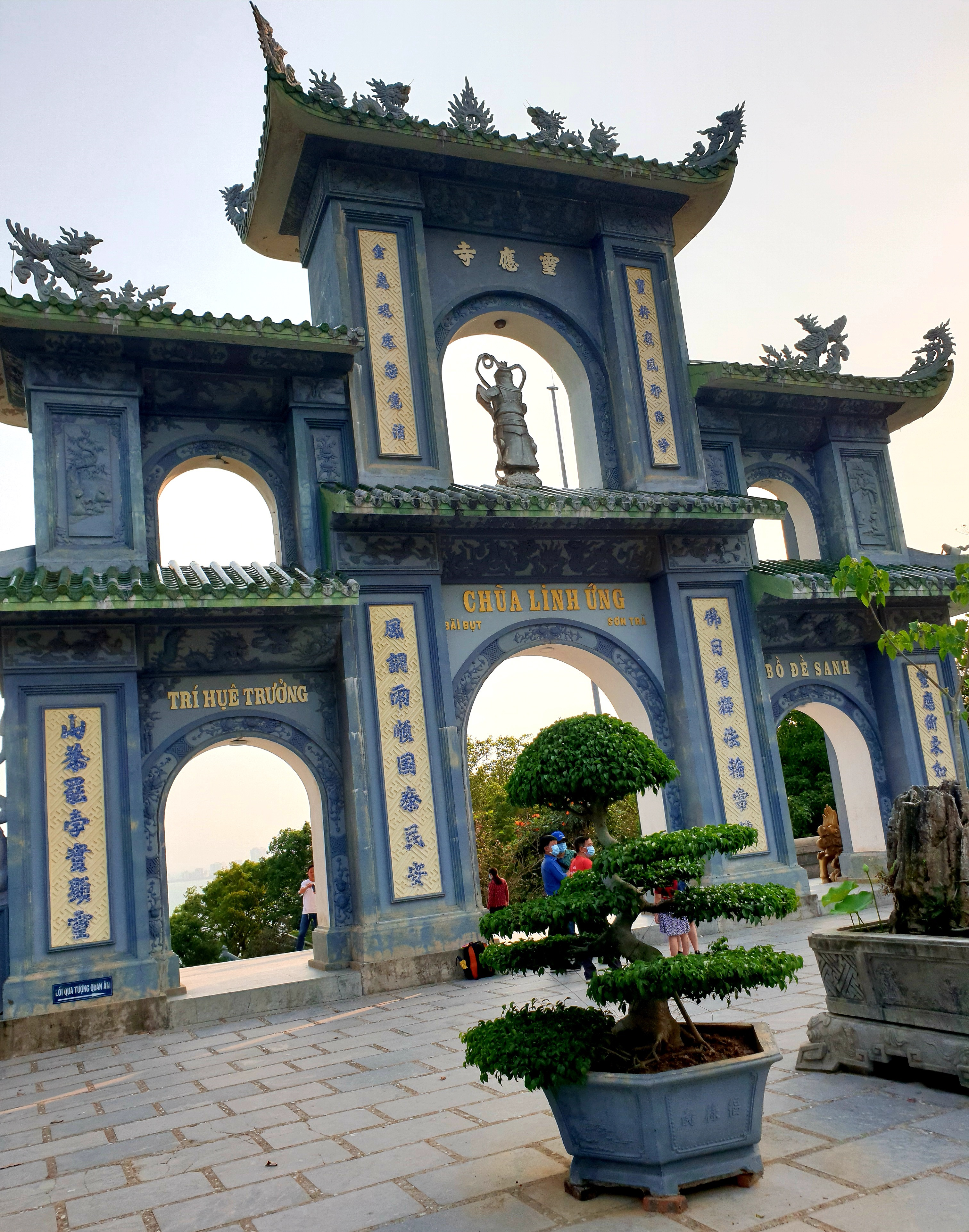
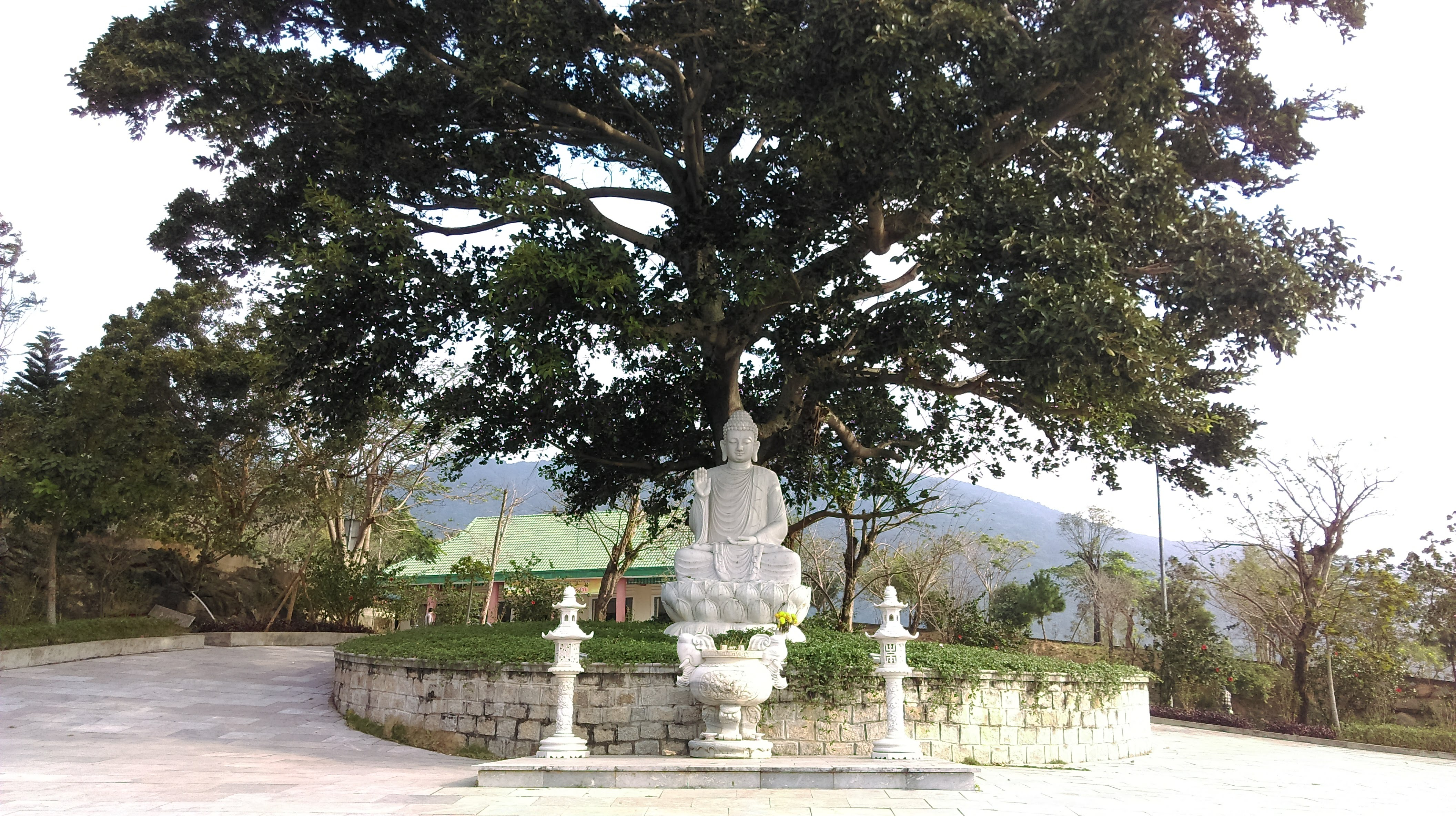
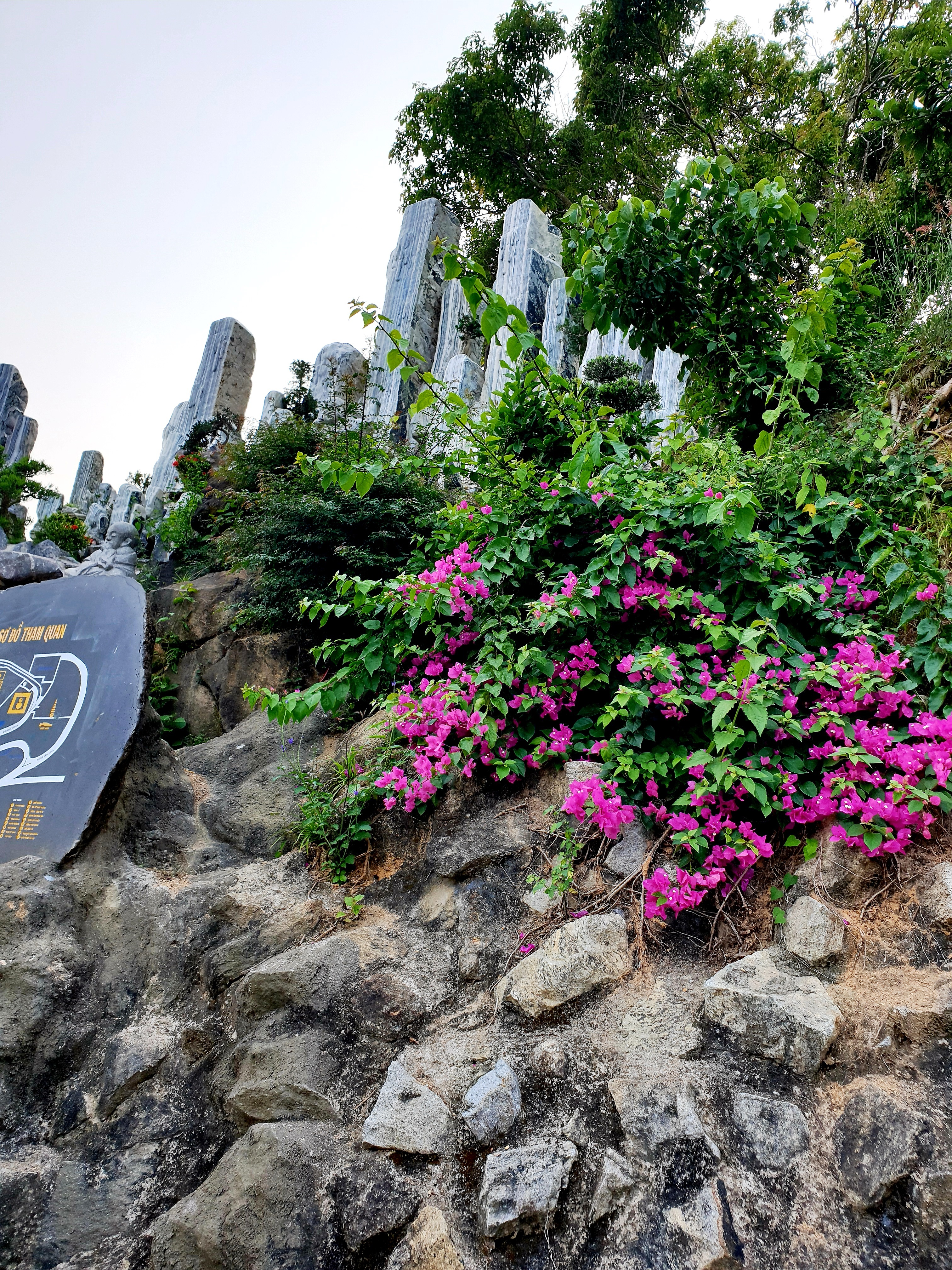